# Titus D. Ciortea
Titus D. Ciortea (n. 12 aprilie 1883, Cistei, com. Mihalț, jud. Alba - d. 30 iulie 1921, Târgu-Lăpuș) a fost un delegat al cercului electoral Lăpuș în Marea Adunare Națională de la Alba Iulia.

## Biografie
Titus D. Ciortea, a fost avocat la Alba Iulia, iar mai apoi în Târgu-Lăpuș. A contribuit activ la formarea conștiinței naționale românești în inima populației de la sate. A luat parte și la Primul Război Mondial și a căzut prizonier rușilor, dar scapă și se întoarce în Târgu-Lăpuș în octombrie 1918, unde își reia activitatea. Este ales membru în Consiliul Național Român din zona Lăpuș și contribuie la formarea consiliilor și gărzilor din zonă.

## Activitatea politică
Este ales membru în Consiliul Național Român din zona Lăpuș și contribuie la formarea consiliilor și gărzilor din zonă. După întoarcerea de la Marea Adunare Națională de la Alba Iulia ia parte la organizarea și convocarea adunării populare pentru a transmite cele decise la 1 decembrie. Adunarea respectivă se sfârșește prin atacul forțelor antiunioniste, Titus D. Ciortea fiind grav rănit.